# Championnat de Dominique de football 2018-2019
Navigation
Édition précédente Édition suivante
La saison 2018-2019 du Championnat de Dominique de football est la soixante-huitième édition de la National Premier League, le championnat de première division en Dominique. Les dix meilleures équipes de l'île sont regroupées en une poule unique.
Après l'abandon de la compétition la saison dernière en raison des immenses dégâts provoqués par l'Ouragan Maria, les mêmes équipes participent à l'édition 2018-2019 du championnat national.

## Les équipes participantes
| \| Bath Dublanc Exodus Harlem Middleham Pointe Michel Portsmouth Soca Strikers South East Wacky Rollers \| Localisation des équipes engagées. |
| Bath Dublanc Exodus Harlem Middleham Pointe Michel Portsmouth Soca Strikers South East Wacky Rollers                                          |

| Club               | Ville         | Stade        |
| ------------------ | ------------- | ------------ |
| Bath Estate        | Roseau        | Windsor Park |
| Dublanc FC         | Dublanc       | Windsor Park |
| Exodus FC          | Saint-Joseph  | Windsor Park |
| Harlem United      | Newtown       | Windsor Park |
| Middleham United   | Cochrane      |              |
| Pointe Michel      | Pointe-Michel |              |
| Portsmouth Bombers | Portsmouth    | Windsor Park |
| Soca Strikers      | Mahaut        |              |
| South East         | La-Plaine     | Windsor Park |
| Wacky Rollers      | Layou         | Windsor Park |

## Compétition
Le barème utilisé pour établir le classement est le suivant :
- Victoire : 3 points
- Match nul : 1 point
- Défaite : 0 point

### Classement
La rencontre entre Wacky Rollers et Bath Estate programmée pour la dix-huitième et dernière journée n'est pas jouée.
| Rang | Équipe             | Pts | J  | G  | N | P  | Bp | Bc | Diff |
| ---- | ------------------ | --- | -- | -- | - | -- | -- | -- | ---- |
| 1    | South East         | 41  | 18 | 13 | 2 | 3  | 55 | 18 | +37  |
| 2    | Dublanc FC         | 39  | 18 | 12 | 3 | 3  | 44 | 16 | +28  |
| 3    | Portsmouth Bombers | 38  | 18 | 12 | 2 | 4  | 49 | 20 | +29  |
| 4    | Harlem United      | 32  | 18 | 9  | 5 | 4  | 44 | 28 | +16  |
| 5    | Pointe Michel      | 28  | 18 | 9  | 1 | 8  | 36 | 41 | -5   |
| 6    | Bath Estate        | 27  | 17 | 8  | 3 | 6  | 33 | 21 | +12  |
| 7    | Soca Strikers      | 20  | 18 | 6  | 2 | 10 | 21 | 36 | -15  |
| 8    | Exodus FC          | 15  | 18 | 4  | 3 | 11 | 18 | 43 | -25  |
| 9    | Middleham United   | 11  | 18 | 3  | 2 | 13 | 21 | 45 | -24  |
| 10   | Wacky Rollers      | 4   | 17 | 1  | 1 | 15 | 14 | 67 | -53  |

|  | Champion et qualification pour le Caribbean Club Shield 2020 |
|  | Qualification pour le barrage de promotion-relégation        |
|  | Relégation en First Division                                 |

### Barrage de promotion-relégation
| Date          | Équipe                | Résultat | Équipe         |
| 1er juin 2019 | Middleham United (D1) | 0-5      | WE United (D2) |

## Bilan de la saison
| Championnat de Dominique de football 2018-2019 |                       |
| Champion                                       | South East (2e titre) |
| Dauphin                                        | Dublanc FC            |
| Qualifications continentales                   |                       |
| Caribbean Club Shield 2020                     | South East            |
| Promotions et relégations                      |                       |
| Promus en National Premier League              | East Central          |
| Promus en National Premier League              | WE United             |
| Relégués en First Division                     | Middleham United      |
| Relégués en First Division                     | Wacky Rollers         |